# Prepops divisus
Prepops divisus är en insektsart som först beskrevs av Herrich-schaeffer 1850.  Prepops divisus ingår i släktet Prepops och familjen ängsskinnbaggar. Inga underarter finns listade i Catalogue of Life.